# Udvendig skyttegang
En udvendig skyttegang er en midlertidig trækonstruktion, der blev opført på ydersiden af en borg under en belejring til at fungere som skyttegang. Den gav forsvarerne mulighed for at forbedre deres skudfelt langs murens længde og især direkte nedad mod bunden af muren. Sidstnævnte funktion var formålet med opfindelsen af machicouliser, som var en forbedring af brystværnene, ikke mindst fordi murværk er brandbestandigt, mens udvendyge skyttegange nemmere kunne fænge ild. Machicoulis var også permanente og altid klar til en belejring.
Det formodes, at brystværn i fredstid blev opbevaret som præfabrikerede elementer. Opførelsen blev ofte lettet af huller, der blev efterladt i murværket til træbjælker kaldet "putlogs" på engelsk. Nogle brystværn blev dog understøttet af permanente stenkonsoller.
Der er flere eksempler på udvendige skyttegange bevaret bl.a. på nordtårnet af Stokesay Castle i England, og keepet i Laval, Frankrig. Château Comtal i Carcassonne og tårnet i Château de Rouen, begge i Frankrig, har rekonstruerede skyttegange, ligesom Castell Coch i South Wales, som blev fuldstændigt genopført i 1875 og har et brystværn over vindebroen, designet af den victorianske arkitekt William Burges. En anden rekonstrueret skyttegang kan ses på Caerphilly Castle, også i South Wales, hvor det strækker sig langs den nordlige ringmur omkring indre borggård.